# Альберто Бріньйолі
Альберто Бріньйолі (італ. Alberto Brignoli, нар. 19 серпня 1991, Трескоре-Бальнеаріо) — італійський футболіст, воротар клубу «Беневенто».

## Клубна кар'єра
Народився 19 серпня 1991 року в місті Трескоре-Бальнеаріо.
У дорослому футболі дебютував 2009 року виступами за команду клубу «Монтік'ярі», в якій провів два сезони, взявши участь у 65 матчах чемпіонату. 
Згодом з 2011 по 2015 рік грав у складі команд клубів «Лумеццане» і «Тернана». 2015 року контракт із гравцем уклав  «Ювентус», проте відразу ж повернув його до «Тернани» на орендних умовах.
Італійська Серія A 2015–2016 провів в оренді у «Сампдорії», де був резервним голкіпером, проте саму у складі генуезького клубу дебютував того сезону в Серії A.
Протягом 2016—2017 років також на умовах оренди захищав кольори клубів «Леганес» та «Перуджа».
До складу абсолютного новачка Серії A, клубу «Беневенто», приєднався 2017 року. Станом на 3 грудня 2017 відіграв за команду з Беневенто 8 матчів в національному чемпіонаті. 

## Цікаві факти
Під час гри за «Беневенто» 3 грудня 2017 року у 15 турі відзначився на останній доданій хвилині у ворота «Мілану» та допоміг своїй команді здобути перше очко у найвищому дивізіоні чемпіонату Італії.

## Виступи за збірну
З 2012 по 2014 рік  захищав кольори Другої збірної Італії. У складі цієї команди провів 5 матчів, пропустив 5 голів.

## Статистика виступів

### Статистика клубних виступів
| Сезон                  | Команда                | Чемпіонат              | Чемпіонат | Чемпіонат    | Національний кубок | Національний кубок | Національний кубок | Континентальні кубки | Континентальні кубки | Континентальні кубки | Інші змагання | Інші змагання | Інші змагання | Усього за | Усього за |
| Сезон                  | Команда                | Ліга                   | Ігор      | Голів        | Ліга               | Ігор               | Голів              | Ліга                 | Ігор                 | Голів                | Ліга          | Ігор          | Голів         | Ігор      | Голів     |
| ---------------------- | ---------------------- | ---------------------- | --------- | ------------ | ------------------ | ------------------ | ------------------ | -------------------- | -------------------- | -------------------- | ------------- | ------------- | ------------- | --------- | --------- |
| 2009–10                | «Монтік'ярі»           | D                      | 35        | -17          | -                  | -                  | -                  | -                    | -                    | -                    | -             | -             | -             | 35        | -17       |
| 2010–11                | «Монтік'ярі»           | 2D                     | 30        | -26          | -                  | -                  | -                  | -                    | -                    | -                    | -             | -             | -             | 30        | -26       |
| Усього за «Монтік'ярі» | Усього за «Монтік'ярі» | Усього за «Монтік'ярі» | 65        | -43          |                    | -                  | -                  |                      | -                    | -                    |               | -             | -             | 65        | -43       |
| 2011–12                | «Лумеццане»            | 1D                     | 31        | -26          | КІ+CI-LP           | 0                  | 0                  | -                    | -                    | -                    | -             | -             | -             | 31        | -26       |
| 2012–13                | «Тернана»              | B                      | 28        | -24          | КІ                 | 1                  | 0                  | -                    | -                    | -                    | -             | -             | -             | 29        | -24       |
| 2013–14                | «Тернана»              | B                      | 36        | -46          | КІ                 | 1                  | -4                 | -                    | -                    | -                    | -             | -             | -             | 37        | -50       |
| 2014–15                | «Тернана»              | B                      | 38        | -34          | КІ                 | 2                  | -6                 | -                    | -                    | -                    | -             | -             | -             | 40        | -40       |
| Усього за «Тернана»    | Усього за «Тернана»    | Усього за «Тернана»    | 102       | -104         |                    | 4                  | -10                |                      | -                    | -                    |               | -             | -             | 106       | -114      |
| 2015–16                | «Сампдорія»            | A                      | 1         | -5           | КІ                 | 0                  | 0                  | ЛЄ                   | 0                    | 0                    | -             | -             | -             | 1         | -5        |
| 2016-січ. 2017         | «Леганес»              | ПД                     | 1         | -3           | КІ                 | 1                  | -3                 |                      | -                    | -                    | -             | -             | -             | 2         | -6        |
| січ.-черв. 2017        | «Перуджа»              | B                      | 18+2      | -15 + -2     | КІ                 | -                  | -                  |                      | -                    | -                    | -             | -             | -             | 20        | -17       |
| 2017–18                | «Беневенто»            | A                      | 8         | -18; 1       | КІ                 | 0                  | 0                  |                      | -                    | -                    | -             | -             | -             | 8         | -18; 1    |
| Усього за кар'єру      | Усього за кар'єру      | Усього за кар'єру      | 226+2     | -214 + -2; 1 |                    | 5                  | -13                |                      | 0                    | 0                    |               | -             | -             | 233       | -229; 1   |

## Титули і досягнення
- Володар Кубка Греції (1):

«Панатінаїкос»: 2021-22